# Pitvaros
Pitvaros là một thị trấn thuộc hạt Csongrád, Hungary. Thị trấn này có diện tích 13,14 km², dân số năm 2010 là 1409 người, mật độ 107 người/km².